# (12927) Pinocchio
(12927) Pinocchio est un astéroïde de la ceinture principale.

## Description
(12927) Pinocchio est un astéroïde de la ceinture principale. Il fut découvert par Maura Tombelli et Luciano Tesi le 30 septembre 1999 à San Marcello Pistoiese. Il présente une orbite caractérisée par un demi-grand axe de 2,3046 UA, une excentricité de 0,1354 et une inclinaison de 3,8099° par rapport à l'écliptique.
Il fut nommé en hommage à la marionnette de bois Pinocchio, personnage fictif inventé par l'écrivain italien Carlo Lorenzini, plus connu sous le nom de Collodi.

## Compléments